# 스트레스를 부르는 그 이름 직장상사
《스트레스를 부르는 그 이름 직장상사》(영어: Horrible Bosses)는 2011년 개봉한 미국의 블랙 코미디 범죄 영화이다.
2014년 속편 《스트레스를 부르는 그 이름 직장상사 2》가 개봉하였다.

## 출연진
- 제이슨 베이트먼 - 닉 헨드릭스 역
- 찰리 데이 - 데일 아버스 역
- 제이슨 수데이키스 - 커트 버크먼 역
- 제니퍼 애니스턴 - 줄리아 해리스 의사 역
- 콜린 패럴 - 보비 펠릿 역
- 케빈 스페이시 - 데이브 하컨 역
- 도널드 서덜랜드 - 잭 펠릿 역
- 제이미 폭스 - 딘 “머더퍼커” 존스 역
- 줄리 보언 - 론다 역
- P. J. 번 - 케니 서머펠드 역
- 웬들 피어스 - 헤이건 형사 역
- 론 화이트 - 샘슨 형사 역
- 린지 슬론 - 스테이시 역
- 아이제이아 무스타파 - 윌컨스 순경 역
- 요안 그리피드 - 오줌·배뇨 성도착증이 있는 남창 역
- 밥 뉴하트 - 루이스 셔먼 역
- 존 프랜시스 데일리 - 카터 역
- 메건 마클 - 페덱스 배달원 역
- 브라이언 조지 - 내비게이션 안내원 그레고리(아트머난드) 역 (목소리)
- 채드 콜먼 - 바 주인 역